# Artur Ślusarczyk
Artur Ślusarczyk (ur. 3 listopada 1977 w Katowicach) – polski hokeista, reprezentant Polski. Działacz i trener hokejowy.

## Kariera zawodnicza
- SMS I Sosnowiec (1995–1996)
- KTH Krynica (1997–2001)
- GKS Tychy (2001–2007)
- Zagłębie Sosnowiec (2007–2010)
- Naprzód Janów (2010–2011)
- Zagłębie Sosnowiec (2011–2012)
- Warsaw Capitals (2012–2015)
- Zagłębie Sosnowiec (2016–2017)

Absolwent NLO SMS PZHL Sosnowiec z 1996. Wychowanek i do 2012 zawodnik Zagłębia Sosnowiec. W sezonie 2000/2001 został najskuteczniejszym zawodnikiem play-off, w latach 2002/2003 oraz 2004/2005 najskuteczniejszym graczem Polskiej Ligi Hokeja PLH. W maju 2012 przerwał profesjonalną karierę zawodniczą. Od drugiej połowy roku gra w drużynie Warsaw Capitals, występującej w Hokejowej Lidze Open, a następnie w II lidze. Pełni rolę grającego trenera. Od września 2012 roku członek zarządu hokejowej spółki Zagłębie Sosnowiec S.A. W lutym 2013 roku powierzono mu funkcję prezesa Zagłębia Sosnowiec na czas do wybrania nowego prezesa. Od stycznia 2016 asystent I trenera Zagłębia Sosnowiec. Od połowy 2016 ponownie zawodnik Zagłębia Sosnowiec w I lidze. Po sezonie ostatecznie zakończył karierę zawodniczą.
W reprezentacji Polski rozegrał 114 spotkań i strzelił 40 bramek. Uczestniczył w turniejach mistrzostw świata 1998, 1999, 2000, 2001, 2002, 2003, 2004, 2005.
W trakcie kariery zyskał pseudonim Ślusar.

## Kariera trenerska
4 września 2018 został ogłoszony asystentem głównego trenera reprezentacji Polski do lat 18. Na sezon 2019/2020 został wybrany głównym trenerem do lat 18. Na sezon 2020/2021 został głównym trenerem reprezentacji Polski do lat 20. 30 czerwca 2020 wraz z Tomaszem Demkowiczem został ogłoszony asystentem głównego trenera seniorskiej kadry Polski, Róberta Kalábera. Reprezentację Polski do lat 20 prowadził w turnieju mistrzostw świata Dywizji IB edycji 2021, gdy kadra została zdegradowana.
Został także dyrektorem SMS PZHL Katowice.

## Sukcesy
Klubowe
- Złoty medal mistrzostw Polski: 2005 z GKS Tychy
- Srebrny medal mistrzostw Polski: 1999 z KTH Krynica, 2006, 2007 z GKS Tychy
- Brązowy medal mistrzostw Polski: 2000 z KTH Krynica, 2004 z GKS Tychy
- Puchar Polski: 2001, 2006 z GKS Tychy